# Lucie Smutná
Lucie Smutná est une joueuse de volley-ball tchèque, née le 14 avril 1991 à Liberec. Elle mesure 1,80 m et joue au poste de passeuse. 

## Clubs
| Club            | De        | À         |
| --------------- | --------- | --------- |
| VK TU Liberec   | 2007-2008 | 2009-2010 |
| SK Slavia Praha | 2010-2011 | 2011-2012 |
| Köpenicker SC   | 2012-2013 | 2012-2013 |
| Volley Bergamo  | 2013-2014 | 2013-2014 |
| Volley Soverato | 2014-2015 | 2014-2015 |
| USC Münster     | 2015-2016 | 2015-2016 |
| Halkbank Ankara | fév 2016  | mai 2016  |
| Dresdner SC     | 2016-2017 | 2016-2017 |
| PA Venelles     | 2017-2018 | 2017-2018 |
| PVK Olymp Praha | 2019-2020 | …         |

## Palmarès
- Coupe d'Italie
  - Finaliste : 2014.
- Supercoupe d'Allemagne
  - Finaliste : 2016.
- Coupe de République tchèque
  - Finaliste : 2020.